# Kamerconcert nr. 1 voor piano, strijkinstrumenten en pauken
Het Kamerconcert nr. 1 voor piano, strijkinstrumenten en pauken is een compositie van Vagn Holmboe.
Naast een serie genummerde symfonieën en strijkkwartetten schreef Holmboe ook een aantal genummerde kamerconcerten.
De eerste in de reeks kwam uit in 1939 en is geschreven voor mevrouw Holmboe; de Roemeense pianiste Meta Holmboe. Het werk kwam in twee delen. Het gematigde Molto moderato en het snelle Molto allegro. Beide delen bevatten muziek die terug te voeren is op de Balkan met haar afwijkende ritmes. Een verband met de muziek van Bela Bartók was dan ook snel gemaakt. Deel 2 werd gezien als een versneld deel 1 met maatwisselingen, verschuivingen in dynamiek en virtuositeit.
Het werk ging in première op 3 mei 1941 in een uitvoering van het Det Unge Tonekunstnerselskab (DUT) onder leiding van Launy Grøndahl met Meta Holmboe als solist. 
Orkestratie:
- solopianist
- pauken
- violen, altviolen, celli,  contrabassen

Concerto’sAltvioolconcert · Celloconcert · Concert voor blokfluit, strijkinstrumenten, celesta en vibrafoon · Concert voor orkest · Fluitconcert nr. 1 · Fluitconcert nr. 2 · Tubaconcert · Vioolconcert nr. 1 · Vioolconcert nr. 2
Kamerconcerto’sKamerconcert nr. 1 voor piano, strijkinstrumenten en pauken · Kamerconcert nr. 2 voor fluit, viool, strijkinstrumenten en percussie · Kamerconcert nr. 3 voor klarinet en kamerorkest · Kamerconcert nr. 4 voor pianotrio en kamerorkest · Kamerconcert nr. 5 voor altviool en kamerorkest · Kamerconcert nr. 6 voor viool en kamerorkest · Kamerconcert nr. 7 voor hobo en kamerorkest · Kamerconcert nr. 8 voor orkest · Kamerconcert nr. 9 voor viool, altviool en kamerorkest · Kamerconcert nr. 10 · Kamerconcert nr. 11 voor trompet en orkest · Kamerconcert nr. 12 voor trombone en orkest · Kamerconcert nr. 13 voor hobo, altviool en kamerorkest